# Куртзен, Виллем
Виллем Куртзен (африк. Willem Coertzen; род. 30 декабря 1982, Гаутенг) — южноафриканский легкоатлет, специалист по многоборьям. Выступал за сборную ЮАР по лёгкой атлетике в 2008—2016 годах, серебряный и бронзовый призёр чемпионата Африки, победитель и призёр первенств национального значения, действующий рекордсмен страны в десятиборье, участник двух летних Олимпийских игр.

## Биография
Виллем Куртзен родился 30 декабря 1982 года в городе Найджел провинции Гаутенг.
Начал серьёзно заниматься десятиборьем во время проживания в Великобритании в 2007 году, проходил подготовку в лондонском клубе Shaftesbury Barnet Harriers.
Первых серьёзных успехов в лёгкой атлетике добился по возвращении на родину в сезоне 2008 года. В частности, стал чемпионом Южной Африки в десятиборье и, попав в состав южноафриканской национальной сборной, побывал на чемпионате Африки в Аддис-Абебе, откуда привёз награды серебряного и бронзового достоинства, выигранные в десятиборье и прыжках с шестом соответственно. Тем не менее, в ноябре того же года перенёс операцию и вынужден был пропустить следующее национальное первенство.
В мае 2008 года на турнире Multistars в Италии установил национальный рекорд ЮАР, набрав в сумме всех дисциплин 7907 очков. Чуть позже на международных соревнованиях Hypo-Meeting в Австрии улучшил своё достижение, доведя его до 8054 очков. На последовавшем чемпионате мира в Берлине выступил ещё лучше — с результатом в 8146 очков занял 14-е место.
В 2011 году стартовал на чемпионате мира в Тэгу, но без результата досрочно завершил выступление.
На чемпионате Южной Африки 2012 года улучшил национальный рекорд в десятиборье (8244 очка). Благодаря череде удачных выступлений удостоился права защищать честь страны на летних Олимпийских играх в Лондоне — набрал в сумме всех дисциплин десятиборья 8173 очка, расположившись в итоговом протоколе соревнований на девятой строке.
После лондонской Олимпиады Куртзен остался в составе легкоатлетической команды ЮАР на ещё один олимпийский цикл и продолжил принимать участие в крупнейших международных стартах. Так, в августе 2013 года он отметился выступлением на чемпионате мира в Москве — стал девятым в общем зачёте, при этом установив новый рекорд Африки (8343 очка). Рекорд впоследствии продержался почти два года и был превзойдён алжирцем Ларби Буррада.
В 2014 году выступил на чемпионате Африки в Марракеше и на Играх Содружества в Глазго.
На чемпионате мира 2015 года в Пекине досрочно завершил выступление в десятиборье.
В 2016 году занял 17-е место на Hypo-Meeting, выступил на домашнем чемпионате Африки в Дурбане. Находясь в числе лидеров южноафриканской сборной, благополучно прошёл отбор на Олимпийские игры в Рио-де-Жанейро — на сей раз снялся с соревнований после трёх дисциплин и остался без результата.